# Jakob Fuglsang
Jakob Fuglsang (* 22. März 1985 in Genf) ist ein ehemaliger dänischer Radrennfahrer. Mit Lüttich–Bastogne–Lüttich und der Lombardei-Rundfahrt konnte er zwei Monumente des Radsports gewinnen. Weiters holte er bei den Olympsichen Spielen von Rio de Janeiro die Silbermedaille im Straßenrennen.

## Werdegang

### Anfänge im Mountainbikesport
Jakob Fuglsang widmete sich zum Beginn seiner Karriere zunächst dem Mountainbikesport und trat Im Alter von 13 Jahren dem Midtjyllands Mountainbike Club bei. Als Junior wurde er in den Jahren 2002 und 2003 nationaler Meister im Cross-Country, ehe er bei den Mountainbike-Europameisterschaften in Graz der hinter dem Tschechen Jaroslav Kulhavý Vizemeister der Junioren wurde. Im Jahr 2005 wechselte Fuglsang zum niederländischen Heijdens-Ten Tusscher Team und wurde Zweiter bei den Europameisterschaften der Klasse U23. Bei den anschließenden U23-Weltmeisterschaften verpasste er als Vierter eine Medaille. Ab dem Jahr 2006 ging Jakob Fuglsang auf der Straße für das dänische Team Designa Køkken an den Start, während er als Mountainbiker seinen ersten Profivertrag bei Cannondale-Vredestein unterschrieb. In seiner ersten Saison wurde er im Alter von 21 Jahren dänischer Meister im Cross Country. Sein bis dahin größter Erfolg folgte im Jahr 2007, als er in Fort William Mountainbike-Weltmeister der Klasse U23 wurde. Im Jahr 2008 gewann er mit seinem Mannschaftskollegen Roel Paulissen das Cape Epic, nachdem die beiden das Mountainbike-Etappenrennen bereits im Vorjahr auf dem zweiten Platz beendet hatten. Weiters holte er im Jahr 2008 die Bronzemedaille im Cross Country-Bewerb der Europameisterschaften und wurde dänischer Meister im Mountainbike-Marathon. Bei den Olympischen Spielen von Peking belegte er im Cross-Country den 25. Rang.
Auf der Straße bestritt Jakob Fuglsang seine ersten Weltmeisterschaften im Jahr 2007, wobei er im Straßenrennen der Klasse U23 den 69. Platz belegte. Im Jahr 2008 beendete er die Drei Tage von Vaucluse und die Ronde de l’Oise auf dem zweiten Gesamtrang. Weiters stand er als Dritter auf dem Podium von Paris–Troyes, ehe er als bester Nachwuchsfahrer die Gesamtwertung der Dänemark-Rundfahrt gewann.

### Wechsel in den Straßenradsport
Nachdem Fuglsang Ende 2008 als Stagiaire für das Team CSC-Saxo Bank gefahren war, konzentrierte er sich ab dem Jahr 2009 ganz auf den Straßenradsport. In seiner ersten Saison belegte er den sechsten Gesamtrang bei der Katalonien-Rundfahrt und dem Critérium du Dauphiné, ehe er nach jeweils einem Etappensieg die Gesamtwertungen der Slowenien-Rundfahrt und Dänemark-Rundfahrt gewann. Weiters gab er bei der Vuelta a España im Alter von 24 Jahren sein Grand Tour-Debüt und belegte nach Platz zwei auf der anspruchsvollen 14. Etappe den 56. Gesamtrang. Am Ende der Saison musste er sich beim Giro dell’Emilia nur dem Niederländer Robert Gesink geschlagen geben. Im Jahr 2010 wurde Jakob Fuglsang hinter Fränk Schleck und Lance Armstrong Gesamtdritter der Tour de Suisse und gab nach seinem ersten dänischen Meistertitel im Einzelzeitfahren sein Tour-de-France-Debüt. Die Frankreich-Rundfahrt bestritt er in den Helferdiensten von Andy Schleck, wobei er selbst den 47. Rang belegte. Am Ende der Saison feierte er seinen dritten Triumph bei der Dänemark-Rundfahrt und verpasste als Vierter nur knapp das Podium bei der Lombardei-Rundfahrt.
Im Jahr 2011 folgte er den Schleck Brüdern und dem Schweizer Fabian Cancellara zur neuformierten Leopard-Trek-Mannschaft. Nach einem durchwachsenen Frühjahr verpasste Fuglsang als Vierter das Podium des Amstel Gold Race, ehe er Gesamtvierter der Tour de Suisse wurde. Bei der Tour de France stellte er sich erneut in die Dienste der Schleck-Brüder, die die Rundfahrt hinter dem Australier Cadel Evans auf dem Podium beendeten. Nach einem Etappensieg bei der Dänemark-Rundfahrt, ging er bei der Vuelta a España an den Start und übernahm das Rote Trikot nach dem Mannschaftszeitfahren der 1. Etappe. Tags drauf musste er die Gesamtführung jedoch an seinen Teamkollegen Daniele Bennati abgeben. Im weiteren Verlauf der Spanien-Rundfahrt hielt sich Jakob Fuglsang lange Zeit in den Top 10 der Gesamtwertung, ehe er auf der 17. Etappe wertvolle Zeit verlor und schlussendlich den elften Gesamtrang belegte. Da der Gesamtsieger Juan José Cobo im Nachhinein disqualifiziert wurde, rückte er jedoch auf den zehnten Platz vor.
Im Vorfeld der Saison 2012 kam es zum Zusammenschluss der Teams Leopard Trek und Radioshack. Die Mannschaft fuhr nun unter dem Namen RadioShack-Nissan und stand unter der Leitung des Belgiers Johan Bruyneel. Aufgrund von Knieproblemen verpasste Jakob Fuglsang den Giro d’Italia 2012, den er als Kapitän bestreiten hätte sollen. Obwohl er Anfang Juni die Luxemburg-Rundfahrt gewann, wurde er nicht für die Tour de France nominiert, worüber er sich öffentlich kritisch äußerte. Im weiteren Saisonverlauf verschlechterte sich die Beziehung zwischen Fuglsang und seiner Mannschaft, ehe er im Oktober bekanntgab, dass er keine Rennen der UCI WorldTour mehr bestreiten würde. Neben den zunehmenden Turbolenzen wurde Fuglsang zum zweiten Mal nationaler Meister im Zeitfahren. Weiters gewann er nach einem Etappensieg die Gesamtwertung der Österreich-Radrundfahrt, die parallel zur Tour de France veranstaltet wurde. Bei den Olympischen Spielen von London ging er im Einzelzeitfahren und Straßenrennen an den Start, wo er die Plätze 12 und 15 belegte.

### Erfolge bei Astana

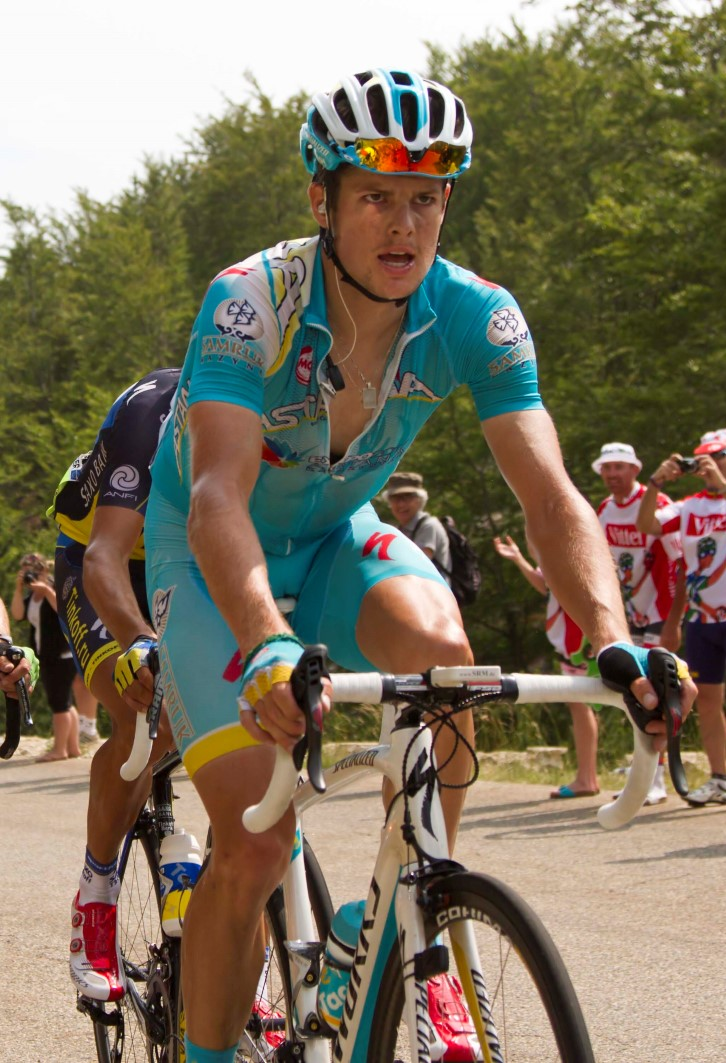
Jakob Fuglsang (Tour de France 2013)

Nach dem Ablauf seines Vertrages bei RadioShack-Nissan wechselte Jakob Fuglsang im Alter von 27 Jahren zum Astana Pro Team. Bei der Tour de France 2013 fuhr er als Siebter erstmals in die Top 10 der Gesamtwertung, ehe er seinen Teamkollegen Vincenzo Nibali bei der Vuelta a España unterstützte. Im Jahr 2014 spielte er eine zentrale Rolle beim Tour-de-France-Sieg seines italienischen Kapitäns, als er diesen auf der verregneten Kopfsteinpflaster-Etappe unterstützte. Die beiden Astana-Fahrer erreichten das Ziel dabei auf dem zweiten bzw. dritten Platz, wobei Nibali seinen Vorsprung in der Gesamtwertung weiter ausbauen konnte. Neben seinen Helferdiensten zeigte Jakob Fuglsang immer wieder bei den kleineren Rundfahrten der UCI WorldTour auf und fuhr bei Paris–Nizza, der Tour de Romandie und dem Critérium du Dauphiné in die Top 10 der Gesamtwertung. Ein Tour de Fance-Etappensieg blieb ihm jedoch verwehrt, wobei er in den Jahren 2013, 2014 und 2015 jeweils eine Etappe als Zweiter beendete.
Nachdem er Vincenzo Nibali im Jahr 2016 bei dessen zweiten Giro-d’Italia-Gesamtsieg unterstützt hatte, ging Fuglsang im Alter von 31 Jahren bei seinen dritten Olympischen Spielen an den Start. Im Straßenrennen von Rio de Janeiro konnte er rund zwei Kilometer vor dem Ziel gemeinsam mit dem Belgier Greg Van Avermaet zu dem Führenden Polen Rafał Majka aufschließen, ehe er im Sprint die Silbermedaille gewann.
Im Jahr 2017 folgte der bis dahin größte Erfolg des Dänen, als mit zwei Etappensiegen die Gesamtwertung des Critérium du Dauphiné gewann. Nach seinem ersten Gesamtsieg bei einer Rundfahrt der UCI WorldTour ging Jakob Fuglsang als Co-Leader gemeinsam mit Fabio Aru bei der Tour de France an den Start, wobei er bereits bei der ersten Bergankunft auf der Planche des Belles Filles mehr als eine Minute auf seinen siegreichen Teamkollegen verlor. Nach einer anspruchsvollen Etappe in der Jura rückte Fuglsang jedoch wieder auf den fünften Gesamtrang vor, ehe er die Rundfahrt nach einem Sturz mit einer Fraktur des Ellenbogen- und Handgelenks auf der 13. Etappe verlassen musste. Am Ende der Saison gewann er eine Etappe der Tour of Almaty.
In der Saison 2018 gewann Jakob Fuglsang eine Etappe der Tour de Romandie, ehe er die Tour de Suisse hinter dem Australier Richie Porte auf dem zweiten Gesamtrang beendete. Bei der Tour de France konnte jedoch erneut nicht überzeugen und blieb als Gesamtzwölfter hinter den Erwartungen zurück.

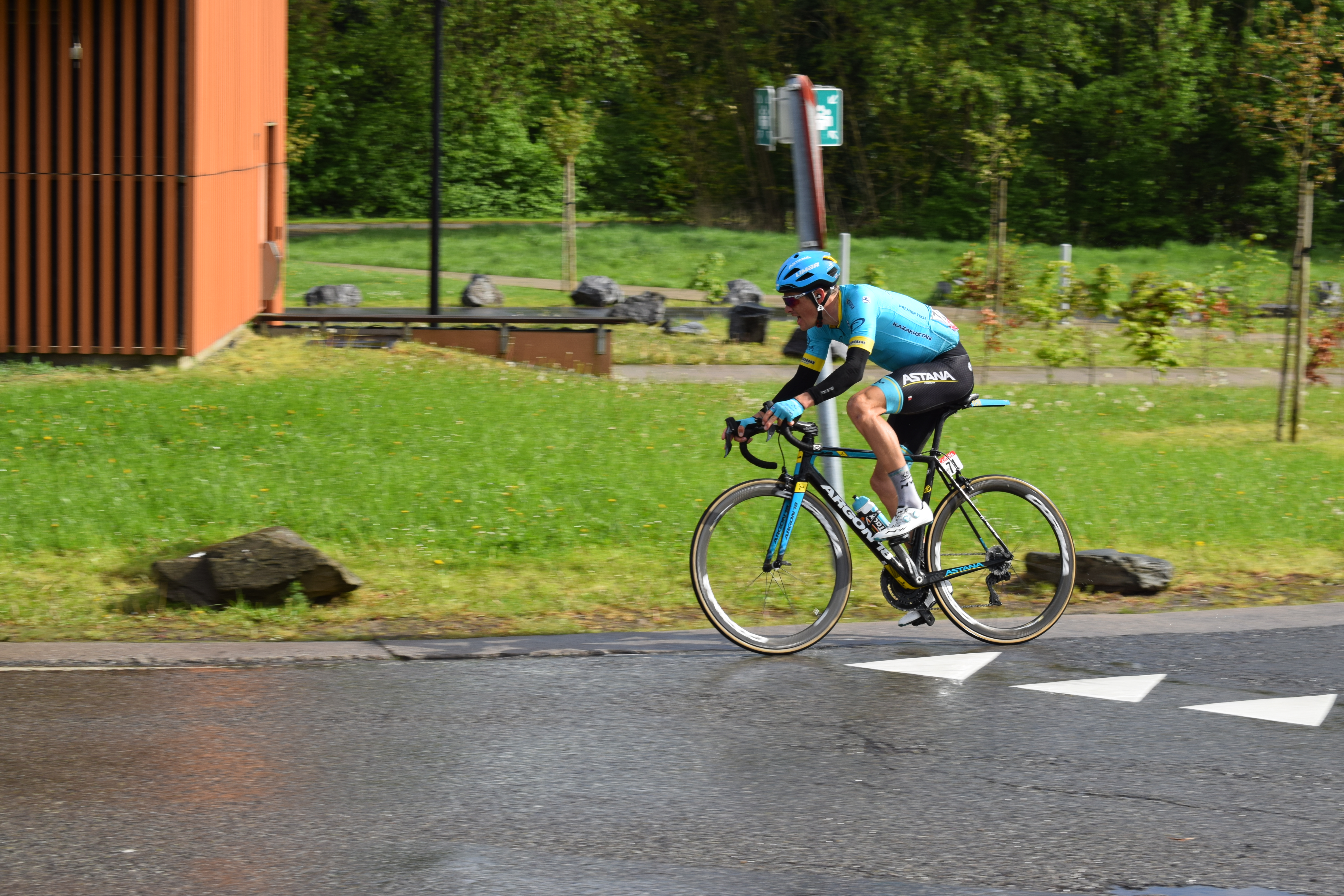
Jakob Fuglsang gewinnt Lüttich–Bastogne–Lüttich 2019

Mit dem Jahr 2019 folgte die bis dahin erfolgreichste Saison des Dänen. Bereits bei seinem Saison-Debüt setzte er sich in der Bergwertung der Murcia-Rundfahrt durch, ehe er die Gesamtwertung der Andalusien-Rundfahrt gewann. Bei der Strade Bianche musste er sich im Anschuss nur dem Franzosen Julian Alaphilippe geschlagen geben. Nach einem Etappensieg bei Tirreno–Adriatico und einem vierten Gesamtrang bei der Baskenland-Rundfahrt ging der bereits 34-jährige Däne bei den Ardennen-Klassiker an den Start, wo er sowohl beim Amstel Gold Race, als auch beim Flèche Wallonne als Zweiter bzw. Dritter auf dem Podium stand. Sein bis dahin größten Triumph folgte jedoch wenige Tage später, als er mit Lüttich–Bastogne–Lüttich ein Monument des Radsports gewann. Dabei setzte er sich bei regnerischen Bedingungen im Schlussanstieg der Côte de la Roche-aux-Faucons von den restlichen Fahrern ab und erreichte das Ziel als Solist mit einem Vorsprung von 27 Sekunden. Im Juni wiederholte er seinen Gesamtsieg beim Critérium du Dauphiné, wobei er die Gesamtführung erst am letzten Abschnitt übernahm. Aufgrund seiner Leistungen galt Jakob Fuglsang bei der Tour de France erneut als Mitfavorit, wobei er einmal mehr hinter seinen Erwartungen zurückblieb und die Rundfahrt auf dem neunten Gesamtrang liegend nach einem Sturz auf der 16. Etappe aufgab. Am Ende der Saison ging er neben Miguel Ángel López bei der Vuelta a España an den Start und setzte sich zum Auftakt mit seinen Teamkollegen im Mannschaftszeitfahren durch. In der Gesamtwertung spielte Jakob Fuglsang jedoch keine Rolle. Dafür ging er auf der 16. Etappe in die Ausreißergruppe und feierte auf der Alto de la Cubilla seinen ersten und einzigen Grand Tour-Etappensieg. Seine letzten Saisonrennen bestritt er in Italien, wobei er als Vierter nur knapp einen Podestplatz bei der Lombardei-Rundfahrt verpasste.
Im Jahr 2020 startete Jakob Fuglsang mit dem Gesamtsieg bei der Andalusien-Rundfahrt in die Saison. Dabei gewann er zwei Etappen, trug das Führungstrikot vom Auftakt bis zum Ende der Rundfahrt und setzte sich zudem in der Punktewertung durch. Nachdem die COVID-19-Pandemie für eine längere Rennpause gesorgt hatte, wurde er im August Fünfter der Strade Bianche, ehe er sich bei der Polen-Rundfahrt nur dem aufstrebenden Nachwuchstalent Remco Evenepoel geschlagen geben musste. Wenige Tage später ging er erneut bei der Lombardei-Rundfahrt an den Start und setzte sich in der finalen Phase des Rennens im Anstieg des Civiglio gemeinsam mit seinem Teamkollegen Alexander Wlassow und dem Neuseeländer George Bennett von den restlichen Fahrern ab. Rund sechs Kilometer vor dem Ziel lancierte er die entscheidende Attacke im Anstieg nach San Fermo della Battaglia und erreichte das Ziel schlussendlich als Solist mit einem Vorsprung von 31 Sekunden. Mit 35 Jahren gewann er somit sein zweites Monument des Radsports. Im September überzeugte Jakob Fuglsang auch bei den Straßenradsport-Weltmeisterschaften von Imola, wo er das Ziel mit der ersten Gruppe hinter Julian Alaphilippe erreichte und den fünften Rang belegte. Im Oktober ging er beim Giro d’Italia an den Start, den er seine Titelverteidigung bei Lüttich–Bastogne–Lüttich vorzog. Er büßte jedoch bereits im Auftaktzeitfahren mehr als eine Minute ein und lag somit bereits früh weit hinter den meisten anderen Gesamtklassement-Fahrern zurück. Im Anschluss arbeitete er sich jedoch bis auf den sechsten Gesamtrang vor, womit er sein bestes Ergebnis bei einer Grand Tour erzielte. Sein Rückstand auf den siegreichen Briten Tao Geoghegan Hart betrug jedoch mehr als sieben Minuten.
Nach mehreren erfolgreichen Jahren blieb Jakob Fuglsang in der Saison 2021 hinter seinen frühen Leistungen zurück. Er wurde jedoch Neunter der Strade Bianche und Gesamtdritter der Tour de Suisse. Bei der Tour de France ging er erneut als Kapitän an den Start, konnte jedoch nicht überzeugen. Auf dem 38. Gesamtrang liegend trat er als erster Fahrer nicht zur finalen Etappe von Paris an und konzentrierte sich stattdessen auf die Olympischen Spiele, die eine Woche später in Tokio stattfanden. Im Straßenrennen belegte er dort den 12. Rang. Am Ende der Saison zog er sich bei der Benelux Tour eine Fraktur des Schlüsselbeins und Schulterblatts zu.

### Karriereende bei Israel-Premier Tech

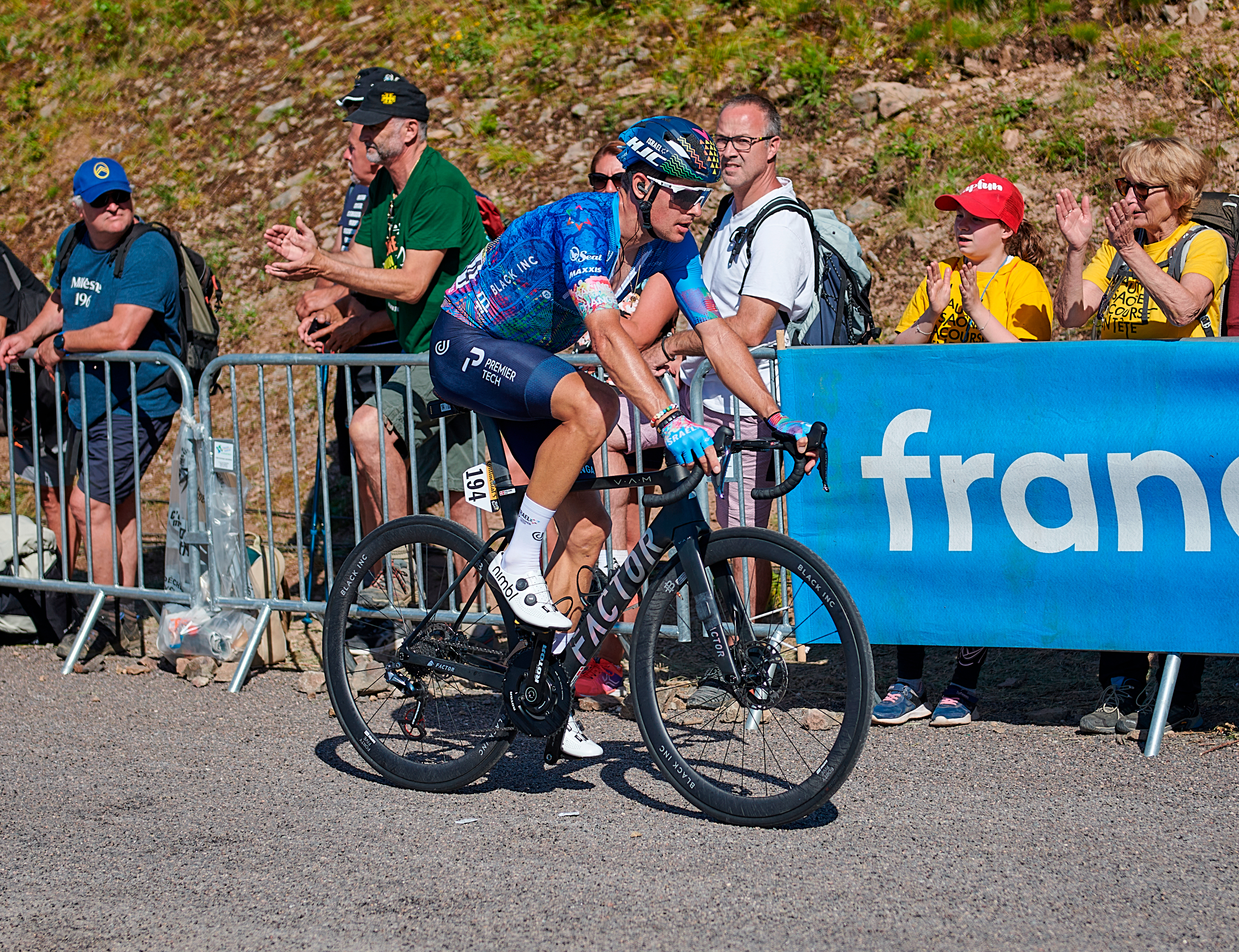
Jakob Fuglsang (Tour de France 2022)

Im Jahr 2022 wechselte Jakob Fuglsang im Alter von 36 Jahren zum UCI WorldTeam Israel-Premier Tech, wo er einen Dreijahresvertrag unterschrieb. Er folgte dabei dem kanadischen Unternehmen Premier Tech, das im Jahr zuvor als Co-Sponsor der Astana-Mannschaft fungiert hatte. Bei seinem neuen Arbeitgeber erzielte Jakob Fuglsang zunächst solide Resultate, wobei er nicht ganz an seine besten Zeiten herankam. Seinen ersten Sieg feierte er Mercan’Tour Classic Alpes-Maritimes, die er vor seinem Teamkollegen Michael Woods gewann. Danach wurde er erneut Gesamtdritter der Tour de Suisse, ehe er die Tour de France an der Seite von Chris Froome in Angriff nahm. Beide konnten im Gesamtklassement jedoch nicht überzeugen und Fuglsang gab die Rundfahrt auf der 16. Etappe auf, nachdem er tags zuvor bei einem Sturz eine Rippenfraktur zugezogen hatte.
Zu Beginn der Saison 2023 wurde Jakob Fuglsang mit Epididymitis diagnostiziert, wodurch er für den großteil des Frühjahrs keine Rennen fuhr. Nach seiner Genesung blieb er weit hinter seinen früheren Leistungen zurück und bestritt in jenem Jahr keine einzige Grand Tour. Im jahr 2024 fuhr er seine letzte Tour de France, ehe er nach dem Giro d’Italia 2025 sein Karriereende im Alter von 40 Jahren bekanntgab. Sein letztes Rennen absolvierte er im August, als er die Dänemark-Rundfahrt im Trikot der dänsichen Nationalmannschaft bestritt.

## Erfolge
| 2008 - Nachwuchswertung Les 3 Jours de Vaucluse - Gesamtwertung und Nachwuchswertung Dänemark-Rundfahrt 2009 - Gesamtwertung und eine Etappe Slowenien-Rundfahrt - Dänische Meisterschaften – Einzelzeitfahren - Gesamtwertung und eine Etappe Dänemark-Rundfahrt 2010 - Dänischer Meister – Einzelzeitfahren - Gesamtwertung Dänemark-Rundfahrt 2011 - Dänische Meisterschaften – Einzelzeitfahren - eine Etappe Dänemark-Rundfahrt - Mannschaftszeitfahren Vuelta a España 2012 - Gesamtwertung Luxemburg-Rundfahrt - Dänischer Meister – Einzelzeitfahren - Gesamtwertung und eine Etappe Österreich-Radrundfahrt 2013 - Mannschaftszeitfahren Vuelta a España 2016 - Mannschaftszeitfahren Giro del Trentino 2016 - Mannschaftszeitfahren Giro del Trentino - Olympische Spiele – Straßenrennen 2017 - Gesamtwertung und zwei Etappen Critérium du Dauphiné - eine Etappe Tour of Almaty 2018 - eine Etappe Tour de Romandie 2019 - Bergwertung Murcia-Rundfahrt - Gesamtwertung Andalusien-Rundfahrt - eine Etappe Tirreno–Adriatico - Lüttich–Bastogne–Lüttich - Gesamtwertung Critérium du Dauphiné - eine Etappe und Mannschaftszeitfahren Vuelta a España 2020 - Gesamtwertung, Punktewertung und zwei Etappen Andalusien-Rundfahrt - Lombardei-Rundfahrt 2022 - Mercan'Tour Classic Alpes-Maritimes | 2002 - Dänischer Meister – Cross County (Junioren) 2003 - Dänischer Meister – Cross County (Junioren) - Europameisterschaften – Cross-country (Junioren) 2007 - Weltmeister – Cross County (U23) - Dänischer Meister – Mountainbike-Marathon - Europameisterschaften – Cross County (U23) 2008 - Cape Epic (mit Roel Paulissen) - Europameisterschaften – Cross County |

## Wichtige Platzierungen
| Grand Tour            | 2008 | 2009 | 2010 | 2011 | 2012 | 2013 | 2014 | 2015 | 2016 | 2017 | 2018 | 2019 | 2020 | 2021 | 2022 | 2023 | 2024 | 2025 |
| --------------------- | ---- | ---- | ---- | ---- | ---- | ---- | ---- | ---- | ---- | ---- | ---- | ---- | ---- | ---- | ---- | ---- | ---- | ---- |
| Giro d’ItaliaGiro     | –    | –    | –    | –    | –    | –    | –    | –    | 12   | –    | –    | –    | 6    | –    | –    | –    | –    | 81   |
| Tour de FranceTour    | –    | –    | 50   | 50   | –    | 7    | 36   | 23   | 52   | DNF  | 12   | DNF  | –    | DNF  | DNF  | DNF  | 38   | –    |
| Vuelta a EspañaVuelta | –    | 56   | –    | 11   | –    | 29   | –    | –    | –    | –    | –    | 13   | –    | –    | –    | –    | –    | –    |

| Weltmeisterschaft        | 2008 | 2009 | 2010 | 2011 | 2012 | 2013 | 2014 | 2015 | 2016 | 2017 | 2018 | 2019 | 2020 | 2021 | 2022 | 2023 | 2024 | 2025 |
| ------------------------ | ---- | ---- | ---- | ---- | ---- | ---- | ---- | ---- | ---- | ---- | ---- | ---- | ---- | ---- | ---- | ---- | ---- | ---- |
| StraßenrennenStraße      | DNF  | 43   | –    | 26   | DNF  | 21   | –    | –    | –    | –    | 20   | 12   | 5    | –    | 56   | –    | DNF  | –    |
| EinzelzeitfahrenEZF      | –    | –    | –    | 10   | 37   | –    | –    | –    | –    | –    | –    | –    | –    | –    | –    | –    | –    | –    |
| MannschaftszeitfahrenMZF | –    | –    | –    | –    | –    | 6    | –    | 8    | 9    | –    | –    | –    | –    | –    | –    | –    | –    | –    |

| Monument                 | 2008 | 2009 | 2010 | 2011 | 2012 | 2013 | 2014 | 2015 | 2016 | 2017 | 2018 | 2019 | 2020 | 2021 | 2022 | 2023 | 2024 | 2025 |
| ------------------------ | ---- | ---- | ---- | ---- | ---- | ---- | ---- | ---- | ---- | ---- | ---- | ---- | ---- | ---- | ---- | ---- | ---- | ---- |
| Mailand–Sanremo          | –    | –    | –    | –    | –    | –    | –    | –    | –    | –    | –    | –    | –    | –    | –    | –    | 142  | 83   |
| Flandern-Rundfahrt       | –    | –    | –    | –    | –    | –    | –    | –    | –    | –    | –    | –    | –    | –    | –    | –    | –    | –    |
| Paris–Roubaix            | –    | –    | –    | –    | –    | –    | –    | –    | –    | –    | –    | –    | –    | –    | –    | –    | –    | –    |
| Lüttich–Bastogne–Lüttich | –    | 84   | –    | 31   | –    | 32   | 26   | 9    | 68   | 15   | 10   | 1    | –    | 12   | 13   | –    | 84   | 96   |
| Lombardei-Rundfahrt      | –    | 15   | 4    | 39   | –    | –    | –    | –    | 20   | –    | 20   | 4    | 1    | –    | 70   | 62   | 54   | –    |